# HMAS Parramatta (U44)
«Парраматта» (англ. HMAS Parramatta (U44)) — військовий корабель, шлюп типу «Грімсбі» Королівського військово-морського флоту Австралії за часів Другої світової війни.

## Історія створення
Шлюп «Парраматта» був закладений 9 листопада 1938 року на верфі «Cockatoo Island Dockyard» у Сіднеї. Спущений на воду 18 червня 1939 року, вступив у стрій 18 квітня 1940 року.

## Історія служби
З початком Другої світової війни «Парраматта»  разом зі шлюпом «Ярра» та двома тральщиками був включений до складу 20-ї флотилії тральщиків, яка діяла біля східного узбережжя Австралії для знищення можливих ворожих мінних загороджень. Згодом корабель був переданий до складу ВМС Великої Британії та перебазований в Червоне море. У серпні 1940 року брав участь в евакуації Британського Сомаліленду, потім супроводжував конвої у Червоному морі.
У 1941 році корабель був переведений у Середземне море, де супроводжував конвої в Тобрук. 24 червня 1941 року брав участь у порятунку екіпажу потопленого шлюпу «Окленд».
27 листопада 1941 року, під час супроводу чергового конвою в Тобрук шлюп «Парраматта» був потоплений німецьким підводним човном U-559 у точці з координатами 32°20′ пн. ш. 24°35′ сх. д. / 32.333° пн. ш. 24.583° сх. д.. 138 членів екіпажу загинуло, 24 були врятовані.